# Eumecynostomum bathycolum
Eumecynostomum bathycolum är en plattmaskart som först beskrevs av Westblad 1948.  Eumecynostomum bathycolum ingår i släktet Eumecynostomum och familjen Mecynostomidae. Inga underarter finns listade i Catalogue of Life.